# Bahnstrecke Berlin Springpfuhl–Berlin-Wartenberg
| Vollzug der Baureihe 481/482 auf der Linie S75 nach Wartenberg bei der Einfahrt in den S-Bahnhof Hohenschönhausen, 2014 |                      |                                                             |                                                             |
| Streckennummer (DB): | 6012                 |                                                             |                                                             |
| Kursbuchstrecke (DB): | 200.75               |                                                             |                                                             |
| Streckenlänge: | 5,5 km               |                                                             |                                                             |
| Spurweite: | 1435 mm (Normalspur) |                                                             |                                                             |
| Streckenklasse: | CE                   |                                                             |                                                             |
| Stromsystem: | 800 V =              |                                                             |                                                             |
| Minimaler Radius: | 600 m                |                                                             |                                                             |
| Streckengeschwindigkeit: | 100 km/h             |                                                             |                                                             |
| Zugbeeinflussung: | ZBS                  |                                                             |                                                             |
| Zweigleisigkeit: | durchgehend          |                                                             |                                                             |
| |                      |                                                             |                                                             |
| \| \| \| von Berlin-Friedrichsfelde Ost und BAR vom Biesdorfer Kreuz \| \| \| \| \| \| \| \| \| 8,679 \| Berlin Springpfuhl \| Berlin Springpfuhl \| \| \| 8,956 \| nach Ahrensfelde (S-Bahn) \| nach Ahrensfelde (S-Bahn) \| \| \| \| nach Ahrensfelde \| \| \| \| 10,200 \| Berlin-Bürknersfelde (geplant) \| Berlin-Bürknersfelde (geplant) \| \| \| \| Berlin Nordost \| \| \| \| 12,053 \| Berlin Gehrenseestraße \| Berlin Gehrenseestraße \| \| \| \| \| \| \| \| 13,596 \| Berlin-Hohenschönhausen \| Berlin-Hohenschönhausen \| \| \| 14,477 \| Berlin-Wartenberg \| Berlin-Wartenberg \| \| \| \| Berlin-Malchow (ehem. geplant) \| \| \| \| \| Berlin Sellheimbrücke (geplant) \| \| \| \| \| Abzw Berlin-Karow Ost \| \| \| \| \| Berlin Nordbf – Szczecin \| \| \| \| \| \| \| \| \| \| Berlin Karower Kreuz Berlin Nordbf – Bernau (b Bln) \| \| \| \| \| \| \| \| \| 20,060 \| \| \| \| \| \| von Berlin-Karow \| \| \| \| \| Abzw Berlin-Karow West \| \| \| \| \| \| \| \| \| \| BAR nach Schönfließ und S-Bahn nach Schönfließ \| \| \| \| \| \| \| \| km-Angaben beziehen sich nur auf die S-Bahn-Gleise Planungsstand: 1987 \| \| \| \| |                      |                                                             |                                                             |
| Strecke · Strecke |                      | von Berlin-Friedrichsfelde Ost und BAR vom Biesdorfer Kreuz | von Berlin-Friedrichsfelde Ost und BAR vom Biesdorfer Kreuz |
| |                      |                                                             |                                                             |
| S-Bahnhof · Strecke | 8,679                | Berlin Springpfuhl                                          | Berlin Springpfuhl                                          |
| Abzweig geradeaus und nach rechts · Abzweig geradeaus und nach links · Strecke von rechts | 8,956                | nach Ahrensfelde (S-Bahn)                                   | nach Ahrensfelde (S-Bahn)                                   |
| Kreuzung geradeaus oben · Abzweig geradeaus und nach rechts · Strecke |                      | nach Ahrensfelde                                            | nach Ahrensfelde                                            |
| ehemaliger S-Bahn-Halt · Strecke · Strecke | 10,200               | Berlin-Bürknersfelde (geplant)                              | Berlin-Bürknersfelde (geplant)                              |
| Strecke · Strecke · Dienststation / Betriebs- oder Güterbahnhof |                      | Berlin Nordost                                              | Berlin Nordost                                              |
| S-Bahn-Halt · Strecke · Strecke | 12,053               | Berlin Gehrenseestraße                                      | Berlin Gehrenseestraße                                      |
| Strecke · Abzweig geradeaus und von links · Strecke nach rechts |                      |                                                             |                                                             |
| S-Bahnhof · Haltepunkt / Haltestelle | 13,596               | Berlin-Hohenschönhausen                                     | Berlin-Hohenschönhausen                                     |
| S-Kopfbahnhof Strecke ab hier außer Betrieb · Strecke | 14,477               | Berlin-Wartenberg                                           | Berlin-Wartenberg                                           |
| S-Bahnhof (Strecke außer Betrieb) · ehemaliger Bahnhof |                      | Berlin-Malchow (ehem. geplant)                              | Berlin-Malchow (ehem. geplant)                              |
| S-Bahnhof (Strecke außer Betrieb) · Strecke |                      | Berlin Sellheimbrücke (geplant)                             | Berlin Sellheimbrücke (geplant)                             |
| Strecke (außer Betrieb) · Blockstelle |                      | Abzw Berlin-Karow Ost                                       | Abzw Berlin-Karow Ost                                       |
| Kreuzung geradeaus unten (Strecke geradeaus außer Betrieb) · Kreuzung geradeaus unten, links und rechts · Strecke quer |                      | Berlin Nordbf – Szczecin                                    | Berlin Nordbf – Szczecin                                    |
| |                      |                                                             |                                                             |
| ehemaliger S-Bahn-Turmhaltepunkt geradeaus unten (Strecke geradeaus außer Betrieb) · Kreuzung geradeaus unten · Abzweig quer und von links |                      | Berlin Karower Kreuz Berlin Nordbf – Bernau (b Bln)         | Berlin Karower Kreuz Berlin Nordbf – Bernau (b Bln)         |
| |                      |                                                             |                                                             |
| Strecke nach links (außer Betrieb) · Kreuzung geradeaus unten (Querstrecke außer Betrieb) · Abzweig geradeaus und ehemals von rechts | 20,060               |                                                             |                                                             |
| Abzweig geradeaus und von rechts · Strecke |                      | von Berlin-Karow                                            | von Berlin-Karow                                            |
| Blockstelle · Blockstelle |                      | Abzw Berlin-Karow West                                      | Abzw Berlin-Karow West                                      |
| |                      |                                                             |                                                             |
| Strecke · Strecke |                      | BAR nach Schönfließ und S-Bahn nach Schönfließ              | BAR nach Schönfließ und S-Bahn nach Schönfließ              |
| |                      |                                                             |                                                             |
| km-Angaben beziehen sich nur auf die S-Bahn-Gleise Planungsstand: 1987 |                      |                                                             |                                                             |

Die Bahnstrecke Berlin Springpfuhl – Berlin-Wartenberg ist eine elektrifizierte, zweigleisige Hauptbahn in den Berliner Bezirken Marzahn-Hellersdorf und Lichtenberg. Die fünfeinhalb Kilometer lange Strecke wurde Mitte der 1980er Jahre in zwei Abschnitten eröffnet und verläuft parallel zum Berliner Außenring (BAR). Sie wird von der Linie S75 der Berliner S-Bahn befahren. Wiederholt waren eine Verlängerung in nördlicher Richtung von Wartenberg zur Sellheimbrücke beziehungsweise zum Karower Kreuz geplant. In südlicher Richtung gab und gibt es Pläne für eine S-Bahn-Strecke von Springpfuhl beziehungsweise dem Biesdorfer Kreuz entlang des BAR zum Grünauer Kreuz.

## Verlauf

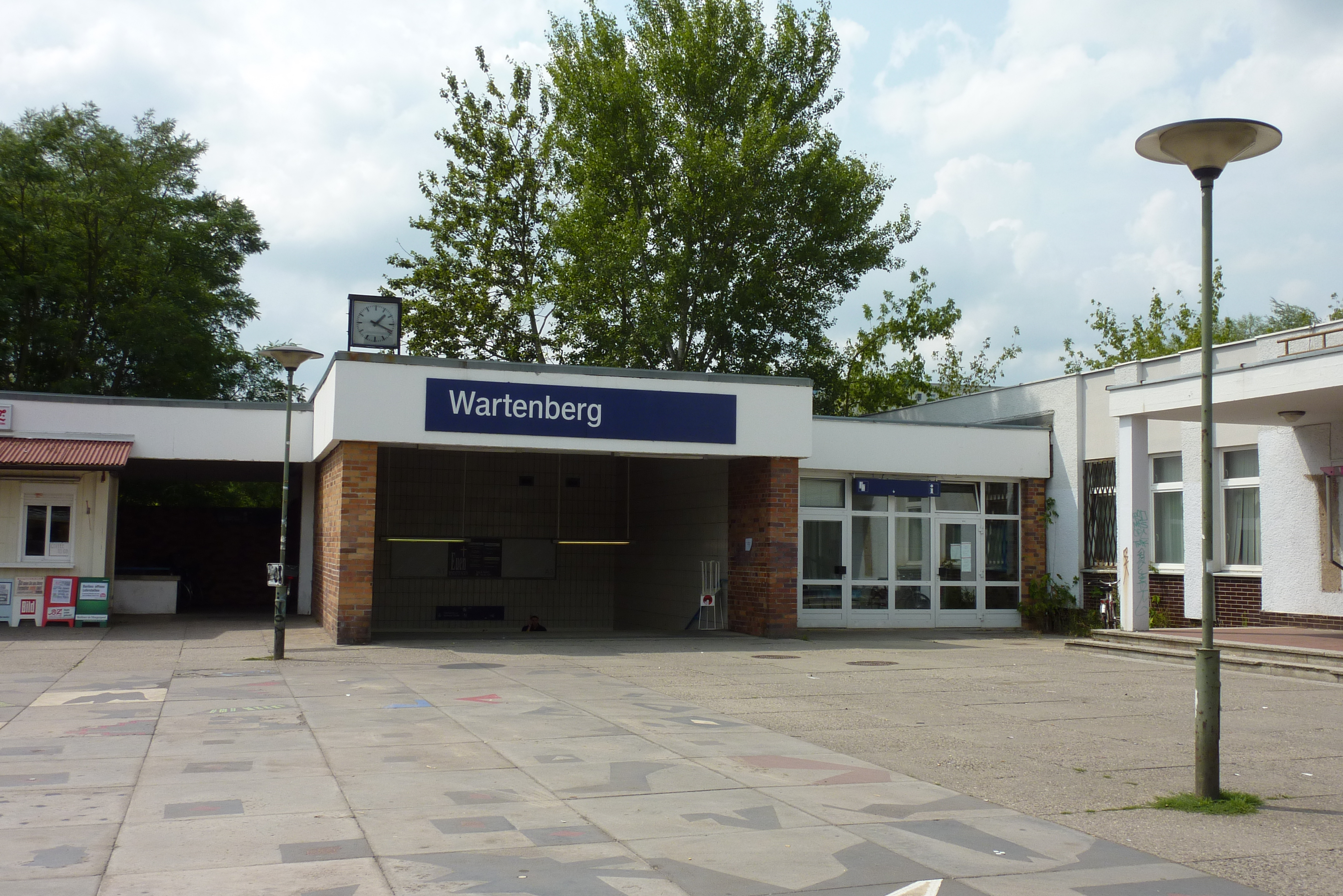
Östlicher Zugang zum S-Bahnhof Wartenberg, 2010

Die Strecke mit der Nummer 6012 im VzG beginnt im Bahnhof Berlin Springpfuhl im Ortsteil Marzahn und trennt sich nördlich des Bahnsteigs von der Strecke 6011 (Berlin-Friedrichsfelde Ost – Ahrensfelde). Nach Trennung von der Wriezener Bahn senkt sich die nach Norden führende Trasse ab und unterquert bei den Marzahner Brücken die Landsberger Allee. Nördlich der Landsberger Allee befindet sich eine Bauvorleistung für einen Haltepunkt Berlin-Bürknersfelde. Im weiteren Verlauf führt die beidseitig von Gewerbegebieten der Berlin eastside flankierte Strecke entlang der Bezirksgrenze von Lichtenberg und Marzahn-Hellersdorf, südlich der Gehrenseebrücke passiert sie diese nach dem Lichtenberger Ortsteil Neu-Hohenschönhausen. Nördlich der Gehrenseebrücke befindet sich der Haltepunkt Berlin Gehrenseestraße. Die Strecke teilt den Ortsteil Neu-Hohenschönhausen, das Neubaugebiet Hohenschönhausen-Nord, in einen Ost- und einen Westteil auf. An der Falkenberger Brücke mit der überführenden Falkenberger Chaussee liegt der Bahnhof Berlin-Hohenschönhausen. Neben dem Mittelbahnsteig der S-Bahn sind zwei Außenbahnsteige an den Ferngleisen des BAR. Zwischen Hohenschönhausen und dem benachbarten S-Bahnhof Wartenberg, betrieblich ein Bahnhofsteil, sind beide Gleise über ein Weichentrapez miteinander verbunden. Hinter Wartenberg verlaufen die Gleise noch weiter bis zur Unterführung Wartenberger Weg. Bis zur Sellheimbrücke ist das Planum für die Verlängerung der S-Bahn-Strecke bereits hergestellt, an den Unterführungen Wartenberger Weg und Bundesstraße 2 sind die Überbauten als Bauvorleistung vorhanden.

## Geschichte

### Springpfuhl – Wartenberg
Bei der Planung des Güteraußenrings (GAR) wurde die Aufnahme eines Personenverkehrs mit Verbrennungstriebwagen geprüft. Im Falle einer stärkeren Zunahme des Verkehrs war als Planungsvariante die Aufnahme eines S-Bahn-Verkehrs auf einzelnen Abschnitten vorgesehen. Auf dem östlichen Güteraußenring wäre dieser vermutlich im Mischverkehr mit den übrigen Zügen erfolgt. In den Jahren 1963/1965 gab es Pläne, die stadtnäher verlaufende Industriebahn Tegel – Friedrichsfelde für den S-Bahn-Betrieb zu elektrifizieren, was aufgrund der teils dichten Bebauung entlang der Strecke verworfen wurde. Der Generalverkehrsplan für die Hauptstadt DDR sah wiederum eine S-Bahn-Tangente entlang des BAR zwischen Karower und Grünauer Kreuz vor. Ab 1978 konkretisierten sich die Pläne für eine S-Bahn-Strecke ins Neubaugebiet Hohenschönhausen-Nord entlang des BAR. Parallel zu den ab 1981 stattfindenden Tiefbauarbeiten sollte ein Wendezug für die Bauarbeiter auf dem BAR verkehren. Der Plan wurde ebenfalls verworfen, da der Außenring im betroffenen Abschnitt über keine weiteren Blockstellen verfügte und zusätzlich der Industrieübergabebahnhof Berlin Nordost im Bau war.

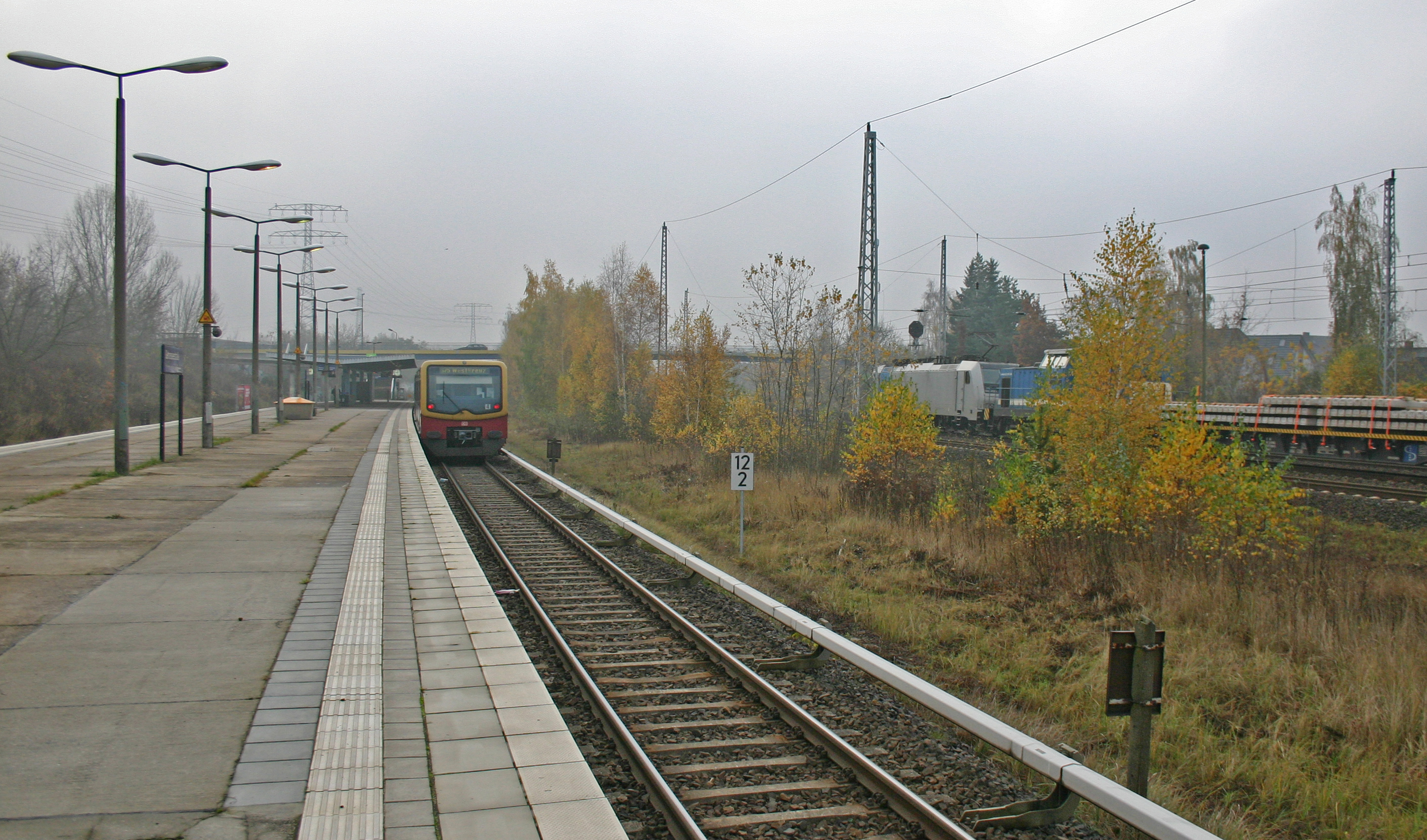
S-Bahnhof Gehrenseestraße, der Platz zwischen S-Bahn- und Fernbahngleisen war für die Verschwenkung der BAR-Gleise vorgesehen, 2014

Die genaue Lage der S-Bahn-Strecke war zwischen Leninallee und Falkenberger Straße umstritten. Die Deutsche Reichsbahn plante den Bau eines Containerzentrums zwischen Industrieübergabebahnhof und BAR, so dass dieser um 55 Meter nach Osten hätte verlegt werden müssen. Die S-Bahn-Gleise sollten entweder neben dem BAR liegen oder in der endgültigen Lage gebaut werden, was letztlich umgesetzt wurde. Die Außenringgleise hingegen blieben in ihrer Lage bestehen, sodass zwischen beiden Strecken eine weitläufige Brache entstand. 1993 verzichtete die Reichsbahn auf den Bau des Terminals. Nördlich des Bahnhofs Springpfuhl mussten die Gleise der Wriezener Bahn nach Osten verschoben werden, um Platz für eine Rampe für das S-Bahn-Gleis Hohenschönhausen – Springpfuhl und ein nie realisiertes Zuführgleis zum Containerterminal zu schaffen. Das S-Bahn-Gleis überquerte das Wriezener Ferngleis auf einem tunnelartigen Bauwerk. Für das Gegengleis wurde eine 112 Meter lange Trogbrücke über die S-Bahn-Strecke Springpfuhl – Marzahn und das Wriezener Ferngleis gebaut. Der Magistrat von Berlin sah lediglich den Haltepunkt Gehrenseestraße (Arbeitstitel: Gartenstadt) westlich der Gartenstadt Hohenschönhausen und den Bahnhof Hohenschönhausen (Arbeitstitel: Hohenschönhausen Nord) an der Kreuzung mit der Falkenberger Chaussee vor. Auf Initiative des Ministeriums für Verkehrswesen wurde nördlich der Leninallee ein weiterer Haltepunkt Bürknersfelde baulich vorbereitet. Er sollte eine Umsteigemöglichkeit zur Straßenbahn herstellen und die Berliner Werkzeugmaschinenfabrik anschließen. Als Bauvorleistung sind lediglich die Bahnsteigkanten gebaut worden – die westliche davon auf halber Länge.

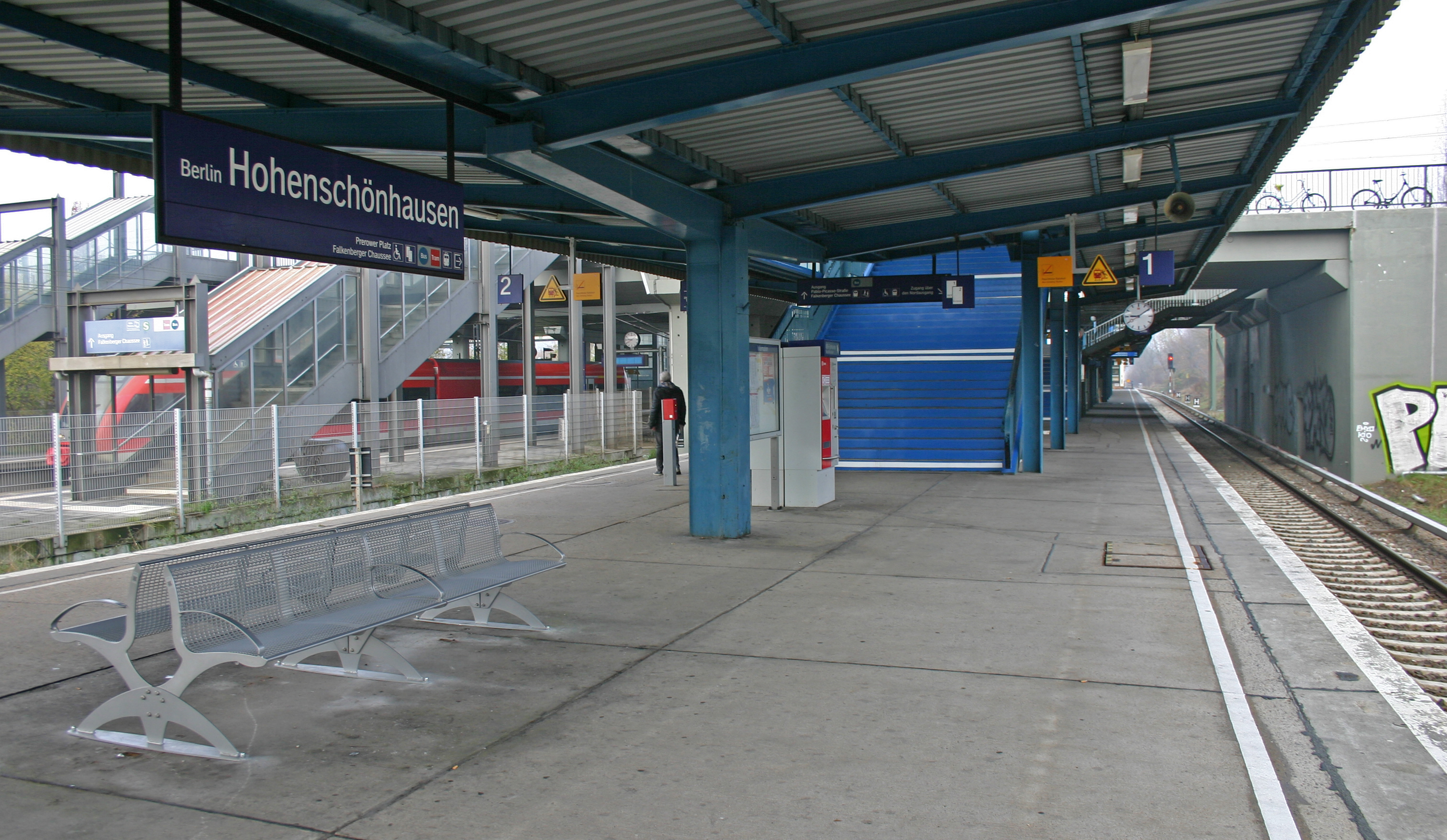
S-Bahnsteig in Hohenschönhausen, 2014

Am 20. Dezember 1984 nahm die Reichsbahn den S-Bahn-Betrieb zwischen Springpfuhl und Hohenschönhausen zunächst eingleisig auf. Nördlich des Überwerfungsbauwerks vereinigten sich beide aus dem S-Bahnhof Springpfuhl herausführenden Gleise. In Bürknersfelde stand ein fahrbares Unterwerk zur Stromversorgung bereit; es durfte sich nur ein Zug auf der Strecke befinden. Auf den Tag ein Jahr später gingen das zweite Streckengleis und die Verlängerung um 900 Meter bis zum S-Bahnhof Wartenberg in Betrieb. Die Verlängerung war noch während des Baus des ersten Abschnittes beschlossen worden. Das Unterwerk Bürknersfelde konnte durch die Inbetriebnahme von zwei ortsfesten Anlagen in Springpfuhl Nord und Hohenschönhausen entfallen. In Hohenschönhausen ging ein elektromechanisches Stellwerk für das Weichentrapez zwischen Hohenschönhausen und Wartenberg und die dort befindlichen Hl-Signale in Betrieb. Der Fahrdienstleiter Hsh überwachte außerdem mittels Fernbeobachtungsanlage die S-Bahnhöfe Gehrenseestraße und Wartenberg und fertigte die Züge mit Funk (Wartenberg) beziehungsweise ortsfesten Signalen (Gehrenseestraße) ab.
Im November 2019 wurde die Strecke an das ESTW Biesdorfer Kreuz mit Bedienplatz in der Betriebszentrale Halensee angeschlossen. Das Stellwerk Hsh und der Bedienplatz S-Bahn im Stellwerk Bik (Biesdorfer Kreuz) gingen außer Betrieb. Die Arbeiten umfassten neben der Umstellung der Signaltechnik von Hl- auf Ks-Signale auch eine Erneuerung der Gleise und Weichen und die Umstellung von der mechanischen Fahrsperre auf das Zugbeeinflussungssystem S-Bahn Berlin.

### Wartenberg – Sellheimbrücke – Karower Kreuz

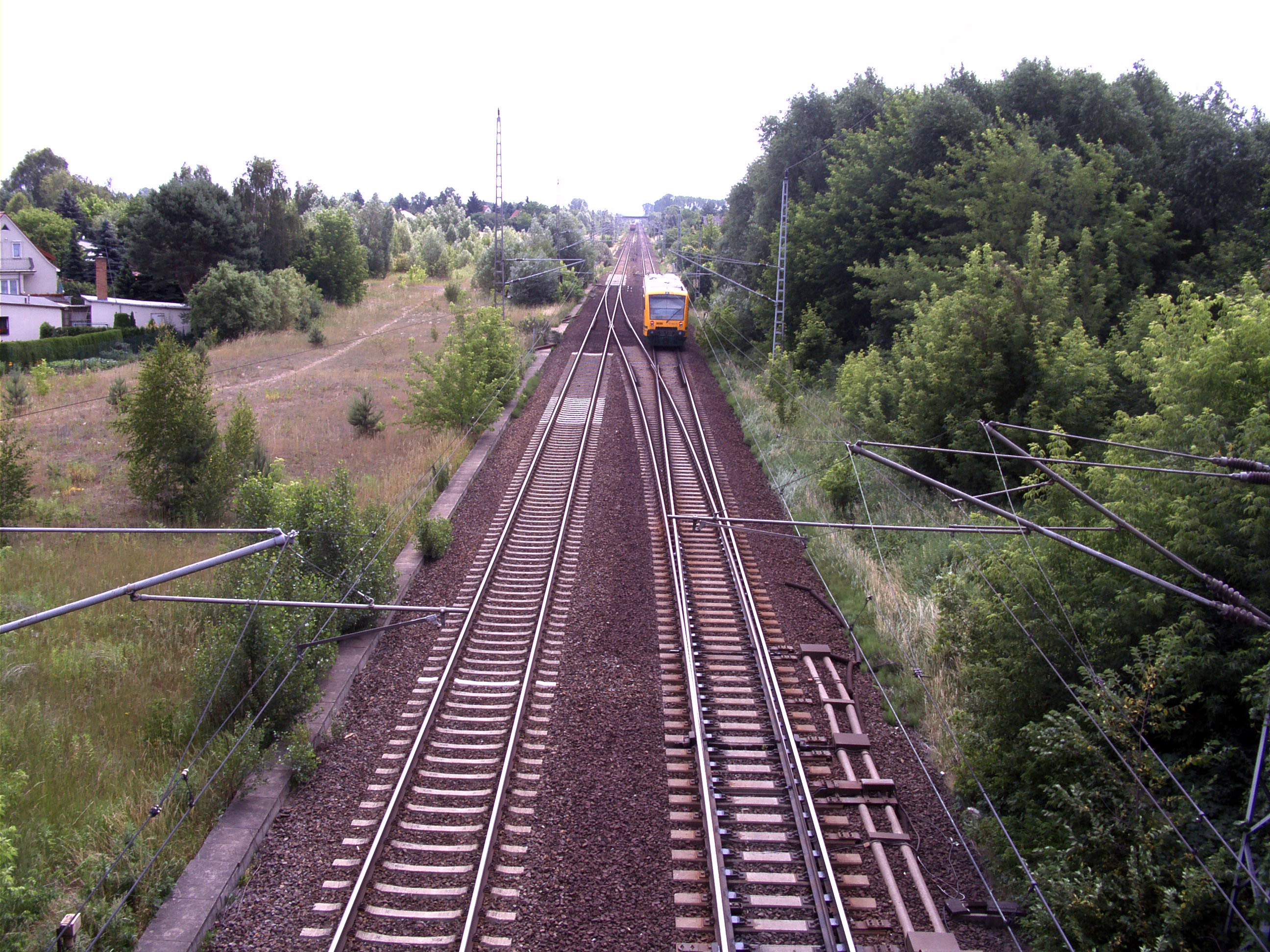
Blick von der Sellheimbrücke Richtung Wartenberg, die Freifläche links ist für den Bau des gleichnamigen S-Bahnhofs vorgesehen, 2006

Mitte der 1980er Jahre plante die Reichsbahn die Verlängerung der Strecke entlang des BAR bis zum Karower Kreuz mit Anschluss an die Stettiner Bahn und die S-Bahn-Strecke Blankenburg – Schönfließ. Die Strecke sollte nordöstlich des BAR verlaufen und nördlich des Karower Kreuzes auf die andere Seite wechseln. S-Bahnhöfe waren in Malchow zwischen der F 2 und dem Lindenberger Weg, an der Sellheimbrücke sowie am Karower Kreuz mit Übergang zur S-Bahn Richtung Bernau vorgesehen. Malchow war gleichzeitig als Fernbahnhof mit Übergang zur geplanten U-Bahn-Linie F Richtung Weißensee und Alexanderplatz vorgesehen. Da das Wohnungsbauprogramm nach der politischen Wende und der deutschen Wiedervereinigung nicht weiter verfolgt wurde, bestand nach 1990 kein vordringlicher Bedarf mehr für die Strecke. Trotzdem genoss die Teilverlängerung bis Sellheimbrücke bei der Senatsverwaltung für Verkehr noch im Jahr 1992 Priorität. 1993 stellte die Reichsbahn die Arbeiten an der Strecke ein. 1994 entstand in Malchow noch der Hochbau für ein Gleichrichterunterwerk. Bis zu diesem Zeitpunkt waren das Planum bis zur Sellheimbrücke und die Brückentröge über den Wartenberger Weg und die Bundesstraße 2 fertiggestellt und bis zum Wartenberger Weg erste Gleise verlegt.
Die Verlängerung ab Wartenberg wurde in den Folgejahren weiter verfolgt, gegenüber anderen Bauvorhaben aber zurückgesteckt. Die Umsetzung sollte in drei Abschnitten erfolgen: Der erste Abschnitt ging bis zur Sellheimbrücke, der zweite zum Karower Kreuz und im dritten Abschnitt war eine Verknüpfung Richtung Schönfließ geplant. 2001 wurde bekannt, dass der Bund die Realisierung der Strecke als Bestandteil der Grundinstandsetzung des Berliner S-Bahn-Netzes aufgrund des als gering eingeschätzten Fahrgastaufkommens vorerst eingestellt hatte. Die Finanzierungszusage des Bundes bestand weiterhin, der Nutzen des ersten Abschnittes zur Sellheimbrücke wurde dennoch als zu gering eingeschätzt; eine Verwirklichung der beiden Folgeabschnitte erschien indes vor der damaligen finanziellen Situation des Landes Berlin nur als langfristig umsetzbar. Die Strecke zur Sellheimbrücke sollte den damaligen Plänen nach eingleisig, der Endbahnhof Sellheimbrücke zweigleisig gebaut werden. Als einziger Zwischenhalt war ein Haltepunkt in Malchow vorgesehen. Dort war ferner der Bau eines Gleichrichterunterwerks vorgesehen. In den 2010er Jahren stand als alternative Option zu einer S-Bahn der Bau von Regionalbahnsteigen an den bestehenden Außenringgleisen im Raum. Im gemeinsamen Nahverkehrsplan i2030 der Länder Berlin und Brandenburg ist eine mögliche Realisierung der Strecke mit drei S-Bahnhöfen Malchow Nord, Sellheimbrücke und Karower Kreuz wieder geplant.

## Verkehr

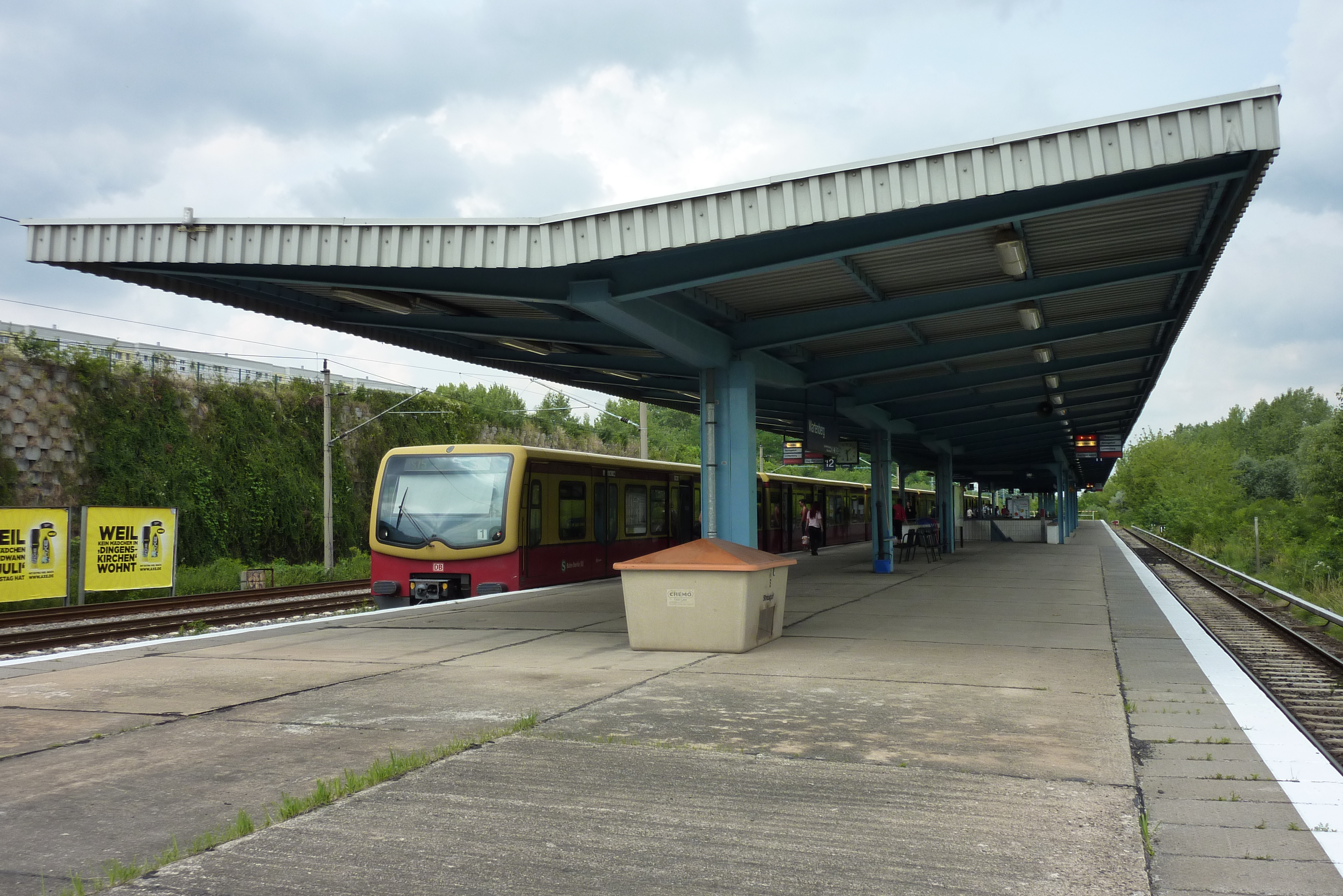
S-Bahnhof Wartenberg mit S-Bahn-Zug der Linie S75, 2010

Die Strecke wurde ab dem 20. Dezember 1984 zunächst im Abstand von 20 Minuten durch die Zuggruppe T (Funkname: Viktor; ab 1986: Theodor) zwischen Hohenschönhausen und Lichtenberg bedient. Auf den Tag genau ein Jahr darauf fuhr die Zuggruppe bis Wartenberg. Ab dem 1. Juni 1986 folgte stadteinwärts die Verlängerung bis Alexanderplatz. Ab 1. Juli 1989 fuhr tagsüber, teils nur im Berufsverkehr, zusätzlich die Zuggruppe V (Funkname: Viktor; ab 1994 TI; Funkname Tapir) zwischen Wartenberg und Lichtenberg, später Warschauer Straße. Seit dem 2. Juni 1991 wurden beide Zuggruppen in der Linienbezeichnung S75 zusammengefasst. Ab Januar 1997 fuhr die S75 mit zwei Zuggruppen (T Wartenberg – Westkreuz; TI Wartenberg – Warschauer Straße) im Zehnminutentakt auf der Strecke. 1998 folgte die Verlängerung über Pichelsberg bis Spandau. Zum Fahrplanwechsel 2016/17 wurde die zwischenzeitig nach Westkreuz zurückgezogene S75 aufgrund des Umbaus am S-Bahnhof Ostkreuz mehrfach verkürzt mit wechselnden Endbahnhöfen in Lichtenberg, Warschauer Straße sowie am Ostbahnhof. Seit dem Fahrplanwechsel 2019 fährt die Linie mit zwei Zuggruppen zwischen Wartenberg und Warschauer Straße.